# Archie Goodwin
Archie Goodwin (Kansas City, Missouri, 8 de setembre de 1937 – Nova York, 1 de març de 1998) va ser un escriptor, editor i artista de còmics estatunidenc. Va treballar en diverses tires còmiques a més de còmics, i és principalment conegut pel seu treball de Warren i Marvel Comics. Per a Warren va ser escriptor i director dels títols d'antologia de terror emblemàtics Creepy i Eerie entre 1964 i 1967. A Marvel, va exercir com a director de la companyia des de 1976 fins a finals de 1977. A la dècada de 1980, va editar la revista d'antologia de l'editorial Epic Illustrated i la seva empremta Epic Comics. També és conegut pel seu treball a Star Wars tant en còmics com en tires de diari. Se'l cita regularment com l'"editor de còmics més estimat de sempre".

## Biografia

### Primers anys de vida i carrera
Archie Goodwin va néixer a Kansas City, Missouri, i va viure a moltes ciutats petites al llarg de la frontera entre Kansas i Missouri, inclosa Coffeyville, Kansas. Considerava Tulsa com la seva ciutat natal. Allà va passar els seus anys d'adolescència a la Will Rogers High School i a les botigues de revistes usades buscant EC Comics. Goodwin es va traslladar a la ciutat de Nova York per assistir a classes en la que es va convertir en la School of Visual Arts.
Goodwin va començar com a artista dibuixant cartoons per a revistes i com a "escriptor i assistent d'art ocasional" autònom de Leonard Starr a la tira còmica de diari Mary Perkins, On Stage. El seu primer treball editorial va ser per a la revista Redbook, en la qual va treballar tant abans com després del seu servei a l'exèrcit com a recluta.

### Warren
La seva primera història escrita abans d'entrar a l'exèrcit va ser dibuixada per Al Williamson i Roy Krenkel i publicada el 1962 just després de la seva baixa de l'exèrcit. Mai va formar part del personal de Harvey Comics. El 1964 va ser el principal guionista de la revista Creepy de Warren. Gran part del seu treball allà, segons l'editor de Batman, Mark Chiarello, va ser un "homenatge als còmics preferits de la seva joventut, la línia EC". En el segon número va ser co-acreditat (al costat de Russ Jones) com a editor, i aviat es va convertir en editor de tota la línia Warren: Creepy, Eerie i Blazing Combat. Va treballar per a Warren entre 1964 i 1967, com a escriptor en cap i redactor en cap, en els quals se li atribueix una mitologia per al personatge clàssic de la Vampirella de Warren, a més d'escriure les seves històries més convincents.
Després de la seva marxa de Warren l'any 1967, Goodwin va contribuir ocasionalment amb històries durant els següents 15 anys i fins i tot va tornar per un breu període com a editor el 1974.

### Nom famós
La primera història en prosa d'Archie Goodwin va ser publicada per Ellery Queen's Mystery Magazine, que li va advertir que no podia utilitzar Archie Goodwin com a nom de ploma perquè era un personatge de Rex Stout als llibres de Nero Wolfe. Segons l'esposa de Goodwin, Anne T. Murphy, els editors de la revista "aleshores van delectar-se tant quan va escriure'ls per dir-los que era el seu nom real que van utilitzar l'anècdota com a introducció a la història, que va publicar-se al número de juliol de 1962".

### Tires de premsa i DC Comics
De 1967 a 1980, Goodwin va escriure guions per a King Features Syndicate, inclosa la tira diària Secret Agent X-9, dibuixada per Al Williamson, a més de treballar en altres tires com Captain Kate. La seva experiència escrivint com a negre Dan Flagg va inspirar "The Success Story" (dibuixat per Williamson, que havia treballat com a negre a Flagg) per a Creepy #1 (1964), famós entre els aficionats a les historietes pel seu humor fosc d'estil d'EC en representar un creador l'única contribució del qual a la tira que el va fer ric va ser la seva signatura.
Goodwin va treballar breument per a DC Comics durant la dècada de 1970, on va editar els còmics de guerra G.I. Combat, Our Fighting Forces i Star Spangled War Stories, i va substituir Julius Schwartz com a editor de Detective Comics durant un any. La col·laboració de Goodwin amb Walt Simonson al serial "Manhunter" a Detective Comics va guanyar diversos premis. Goodwin també va escriure la història principal de Batman a Detective Comics, on els seus col·laboradors incloïen els artistes Jim Aparo, Sal Amendola, Howard Chaykin i Alex Toth.

### Marvel Comics
Goodwin va treballar per primera vegada per a Marvel Comics el 1968 i va ser l'escriptor original de la sèrie Iron Man que es va llançar aquell any. Segons Goodwin, quan va entrar a l'oficina de l'editor Stan Lee per sol·licitar una feina a la Marvel, Lee estava a mitja escriptura d'una història d'Iron Man i li va lliurar fotostats de les pàgines en què estava treballant per a la prova del seu escriptor. Goodwin va especular: "Suposo que si hagués estat treballant al Sgt. Fury, hauria estat escrivint Sgt. Fury. Gràcies a Déu que no estava escrivint Millie the Model quan vaig entrar." Goodwin i l'artista George Tuska van cocrear el supermalvat Controller a Iron Man nº 12 (data de portada abril de 1969).
Luke Cage, el primer superheroi afroamericà que va protagonitzar una sèrie epònima de còmics de Marvel, va ser creat per Goodwin i l'artista John Romita Sr. el juny de 1972. Mentre escrivia breument la sèrie The Tomb of Dracula, Goodwin i l'artista Gene Colan van presentar el personatge secundari Rachel van Helsing. Goodwin va cocrear (amb Marie Severin) la primera Spider-Woman, a més d'escriure la seva primera aparició a Marvel Spotlight nº 32 (febrer de 1977).
Goodwin també va codissenyar la línia New Universe de Marvel i va crear quatre de les vuit sèries de la línia. Va explicar: "[L'editor en cap de Marvel] Jim Shooter no para de dir de mi:" Bé, aquí teniu aquest tipus, en una reunió, de sobte emet la meitat de les idees per al Nou Univers". El que no té en compte és que durant uns cinc o sis anys he tingut aquestes nocions mig formades i, finalment, aquí hi ha una situació on totes encaixaven... no era com si acabés d'entrar a la trobada i, de sobte, quatre conceptes sorgissin de ple dret del meu front."

#### Star Wars
L'any 1976, Goodwin va substituir Gerry Conway per convertir-se en el vuitè director en cap de Marvel Comics, creient que seria temporal fins que es pogués trobar un substitut permanent. Finalment va dimitir a finals de 1977 i va ser substituït per Jim Shooter. Mentre Goodwin era director en cap, Marvel es va assegurar els drets per publicar l'adaptació al còmic i la sèrie vinculada de la pel·lícula Star Wars, que després es va vendre fenomenalment bé (gràcia a la manca d'altres mercaderies de Star Wars en aquell moment) en un moment en què la indústria del còmic estava en greu declivi. Goodwin va recordar sobre el còmic de Star Wars : "Això va funcionar realment... però no puc acceptar cap crèdit per això. Roy Thomas és qui ho va portar a Marvel, i va haver d'esforçar-se una mica perquè ho fessin." Va seguir a Thomas en l'adaptació dels personatges de Star Wars en un còmic en curs amb l'artista Carmine Infantino, a més de continuar la història (prèvia a El retorn del Jedi) en una tira còmica diària. Goodwin va escriure les tires amb el seu propi nom, encara que molts llocs web i altres fonts afirmen erròniament que va utilitzar els pseudònims RS Helm i Russ Helm. L'escriptor Mark Evanier va corregir l'assumpte afirmant que "Archie va escriure la tira còmica de Star Wars (així com altres materials de Star Wars), però només amb el seu propi nom. Russ Helm era una persona completament diferent que escrivia amb el seu propi nom." Durant el mandat de Goodwin i Infantino a la sèrie Star Wars de Marvel, va ser un dels títols més venuts de la indústria. Va escriure adaptacions de còmics per a Marvel de les dues seqüeles de Star Wars, així com altres pel·lícules de ciència-ficció com Close Encounters of the Third Kind i Blade Runner. El 1979, Goodwin va escriure una adaptació de la primera pel·lícula d'Alien anomenada Alien: The Illustrated Story, dibuixada per Walt Simonson i publicada per Heavy Metal.

#### Epic
Després que Marvel Comics publiqués l'encarnació nord-americana de Metal Hurlant (Heavy Metal), l'editor en cap Jim Shooter es va encarregar de produir un títol alternatiu, que es va convertir en Epic Illustrated. Inicialment va ser editat per Rick Marschall, però Shooter es va acostar a l'editor Stan Lee per demanar un reemplaçament: "Li vaig dir a Stan: 'Hi ha un noi que podria fer això. No sé si el podrem aconseguir.' Va dir: 'Qui és?' 'Archie Goodwin'". La raó per la qual no pensava que el podríem aconseguir és perquè abans era el meu cap i no sabia com se sentiria en tornar i jo ser el seu cap."
En aquell moment, Goodwin encara treballava per a Marvel com a escriptor, i Shooter recorda haver inventat un pla pel qual la companyia "pretenia que Archie informés a Stan. De fet, estava fent tots els tràmits i totes les revisions dels empleats i els pressupostos" perquè Goodwin pogués tenir la il·lusió de no treballar per al seu successor. A la tardor de 1979, Marschall va ser acomiadat i Goodwin va ser contractat com a editor d'Epic.
Shooter es va acostar a Goodwin després de l'èxit moderat de la revista Epic i de les novel·les gràfiques propietat del creador per produir una línia completa de còmics propietat del creador, Epic Comics. Goodwin inicialment es va oposar a la càrrega de treball addicional i Shooter va passar la línia a Al Milgrom abans que Goodwin finalment acceptés la direcció.
Goodwin va presentar la primera traducció a l'anglès d'Akira de Katsuhiro Otomo i va publicar traduccions a l'anglès de l'obra de Jean Giraud, també conegut com a Moebius.

### Retorn a DC
Goodwin va tornar a DC Comics com a editor i escriptor el 1989. Va escriure la novel·la gràfica Batman: Night Cries pintada per Scott Hampton i publicada el 1992. Al llarg de la dècada de 1990, Goodwin va editar diversos projectes de Batman, inclosa la minisèrie Elseworlds Batman: Thrillkiller i el one-shot Batman: Mitefall d' Alan Grant, escrita i escrita per Kevin O'Neill, una paròdia de la saga "Knightfall", filtrat pel personatge de Bat-Mite. Armageddon 2001 va ser una història de crossover de 1991. Va presentar una sèrie limitada homònima de dos números i la majoria de les publicacions anuals que DC va publicar aquell any de maig a octubre. Cada anual participant va explorar els possibles futurs possibles per als seus personatges principals. La sèrie va ser escrita per Goodwin i Dennis O'Neil i dibuixada per Dan Jurgens.
Entre els darrers projectes editorials més notables de Goodwin es trobaven Starman, escrit per James Robinson i publicat per primera vegada per DC el 1994 i Batman: The Long Halloween de DC de Tim Sale i Jeph Loeb. El primer treball de Loeb i Sale sobre Batman va aparèixer a Batman: Legends of the Dark Knight Halloween Special nº 1 (desembre de 1993) editat per Goodwin. És un testimoni de Goodwin que Loeb ha dit que Goodwin va inspirar la seva interpretació del cap de policia de Gotham Jim Gordon a The Long Halloween i la seva seqüela Batman: Dark Victory, mentre que Robinson (que considerava Goodwin alhora un mentor i un amic personal proper), va continuar incloent Goodwin com a "Llum guia" en números posteriors de Starman publicats després de la mort de Goodwin. Goodwin va editar Batman: Legends of the Dark Knight i Azrael.

### Mort
Goodwin va morir de càncer l'1 de març de 1998, després de lluitar contra la malaltia durant 10 anys.

### Atlas Comics
- The Destructor #1–3 (1975)

### DC Comics
- All-Out War #4-5 (1980)
- Armageddon 2001 #1 (1991)
- Batman Black and White #1, 4 (1996)
- Batman: Legends of the Dark Knight #132-136 (2000)
- Batman: Night Cries HC (1992)
- Detective Comics #437-443, Annual #3 (1973-1974, 1990)
- G.I. Combat #158-168, 170, 172-173 (Haunted Tank) (1973-1974)
- House of Mystery #198 (1972)
- Manhunter: The Special Edition TPB (1999)
- Our Fighting Forces #146, 150 (1973-1974)
- Showcase '95 #11 (1995)
- Star Spangled War Stories #167-171, 176, 189, 197 (1973-1976)
- Unknown Soldier #234 (1979)

### Heavy Metal
- Alien: The Illustrated Story (1979)

### Marvel Comics
- The Amazing Spider-Man 150, 181, Annual #11 (1975-1977)
- Bizarre Adventures #28 (1981)
- ‘’Black Panther’’ #1-10 (1977-1978)
- Capt. Savage and His Leatherneck Raiders #7 (1968)
- Captain Marvel #16 (1969)
- Dazzler #38-42 (1985-1986)
- Doctor Strange #4 (1972)
- Epic Illustrated #2-3, 13, 17-24, 27, 29, 31-32, 34 (1980-1986)
- Fantastic Four #115-118, 182 (1971-1977)
- Hero for Hire #2-4 (1972)
- Heroes for Hope Starring the X-Men #1 (1985)
- The Incredible Hulk #106, 148-151, 154-157 (1968-1972)
- Iron Man #1-28, 88-90 (1968-1976)
- Iron Man and Sub-Mariner #1 (1968)
- Justice #1 (1986)
- Kull and the Barbarians #2 (1975)
- Marvel Premiere #4 (Doctor Strange) (1972)
- Marvel Spotlight #32 (Spider-Woman) (1977)
- Marvel Spotlight vol. 2 #4 (Captain Marvel) (1980)
- Marvel Super Action #1 (Punisher) (1976)
- Marvel Super Special #3 (Close Encounters of the Third Kind); #16 (The Empire Strikes Back); #22 (Blade Runner); #27 (Return of the Jedi) (1978-1983)
- Marvel Super-Heroes #15 (Medusa) (1968)
- Marvel Super-Heroes vol. 2 #4 (Spider-Man i Nick Fury) (1990)
- Nick Fury, Agent of S.H.I.E.L.D. #6-7 (1968)
- Nightmask #1-2, 4, 8 (1986-1987)
- Pizzazz #7-16 (1978-1979)
- Power Man and Iron Fist #103-104, 108 (1984)
- Rawhide Kid #79 (1970)
- Savage Sword of Conan #1, 3-4 (1974-1975)
- Savage Tales #11 (1975)
- Savage Tales vol. 2 #1, 2, 8 (1985-1986)
- Sgt. Fury and his Howling Commandos #74 (1970)
- The Spectacular Spider-Man #4-5, 7-8, 15 (1977-1978)
- Star Wars #11-23, 25-45, 47, 50, 98 (1978-1985)
- Tales of Suspense #99 (Iron Man) (1968)
- Tales to Astonish #99, 101 (Sub-Mariner) (1968)
- The Tomb of Dracula #3-4 (1972)
- Unknown Worlds of Science Fiction Annual #1 (1976)
- Wolverine #17-23 (1989-1990)
- Wolverine/Nick Fury: The Scorpio Connection HC (1989)